# バッドトリップ
バッドトリップ（bad trip）とは、向精神薬、特にLSDやマジックマッシュルーム（に含まれるシロシビン）などの幻覚剤によって引き起こされる恐ろしく不快な体験のことである。
バッドトリップの特徴は、軽度の不安や疎外感から、深くどうしようもないほどの恐怖、究極の閉塞感、または完全な自己同一性の喪失にまで及ぶ可能性がある。治療共同体のサイケデリック専門家は、不快な体験を必ずしも脅迫的または否定的であるとは考えておらず、適切に解決されたときに服用者に大きな利益をもたらす可能性に焦点を当てている。バッドトリップは、服用者の経験不足や無責任さ、またはトリップのための適切なセットとセッティングの欠如によって悪化する可能性があり、体験の過程で引き起こされた未解決の心理的緊張を反映している。

## 側面
バッドトリップの間、様々な反応が起こる可能性がある。一部の服用者は、全般的な恐怖感、パニック、または不安を体験する場合がある。服用者は、多くの幻覚剤が引き起こす断絶に圧倒され、発狂してしまうのではないか、現実に戻れないのではないかという恐怖を感じる可能性がある。バッドトリップ中に感じられる恐怖は、外部環境からではなくトリップ中の人間の心の中から来るという点で精神病的性質を有している。たとえば、アルバート・ホフマンの最初のトリップの間に、彼は隣人が敵意のある悪魔に変わったとの幻覚を見たが、実際には彼女は彼を助けようとしていた友好的な女性にすぎなかった。
バッドトリップ中の人は、自分自身や周りの人に危害を加える可能性がある。希死念慮を体験したり、本格的な自殺未遂をしたりするかもしれない。多くの幻覚剤は感情を増幅させるため、一部の服用者に死を連想させたり、激しい有害反応を引き起こす可能性がある。服用者は、自分の死が差し迫っていること、または、宇宙そのものが崩壊していると考える可能性がある。他人の急速な「老化」が服用者によって観察される可能性があり、前述の恐れをさらに大きく永続させる。
一部の服用者は見当識障害を体験する可能性がある。時間、空間、人の通常の見方が大幅に変化し、恐怖を引き起こす可能性がある。トリップ後にサイケデリック体験と戦おうとすることで、状態を悪化させる人もいる。虫が自分の上を這ったり自分の中に入ってきたり、下水道のような汚い場所にいるような錯覚を起こすことがある。一部の服用者は、持続性の観念奔逸によって自分の心の制御を失う感覚を経験するかもしれない。
まれに、自己制御の明らかな完全喪失が観察されることがあり、個人の行動は、自分の物理的環境のナビゲーションの正常な理解が一時的に喪失する傾向がある。そのような状態にある個人は、自分自身や他人に偶発的な危害を及ぼす可能性があり、腕を激しく振り回したり、往来に突っ込んだりするような行動が含まれるか、または、このような状態は必ずしも身体的な動きを伴うとは限らないので、緊張病性の状態または一見ランダムな発声、すなわち他人には理解できないスピーチを伴う可能性がある。これは、外部からの刺激が何であるか認識できないことが原因の可能性がある。スタニスラフ・グロフはこの特徴について以下のように説明している。
内なる世界と外なる世界を混同してしまうのはとてつもなく危険であるので、自分の内なる現実に対処するだろうが、同時にあなたは何が起こっているのかさえ気づいておらず、そこにある世界の一種のゆがみを認識する。そのため、抵抗を弱め、意識がよりはっきりとする状況に陥るかもしれないが、実際にはそれに適切に接触しておらず、そこにあるものを完全に体験しておらず、それが何であるかを見ていない。あなたは一種の妄想に陥り、これに巻き込まれてしまうのだ

### 体験の予測不可能性
幻覚剤の効果は、個人によって、また経験によって大きく異なる。このようなドラッグの影響下にある個人は、自分がドラッグを服用したことを理解せず、通常の冷静な認識に戻ることは決してないと考えている場合があるが、口頭で思い出させることはできる。個人の安全が確保できない場合には、入院は有用な場合があるが、精神障害のない個人に対するこの方法の価値については、向精神薬の調査や娯楽目的での使用を支持する人達の間で議論になっている。精神病は、すでにこの状態に苦しんでいる個人では悪化する。

## 介入
一般的に、バッドトリップを体験している人は、難局を解決または回避、もしくは失敗することで経験を終わらせるのを助けることができる。服用前または幻覚剤の影響下にある際の思考は、しばしばトリップに大きな影響を与える。
医学的治療は、支持療法と外部刺激の最小化からなる。場合によっては、自己破壊的行動を制御するために必要な時または体温が高い時に鎮静剤が使用される。ジアゼパムはそのような治療に最も頻繁に使用される鎮静剤であるが、ロラゼパムなどの他のベンゾジアゼピンも効果的である。そのような鎮静剤は恐怖と不安を軽減するだけで幻覚を鎮めることはできない。重症の場合、ハロペリドールなどの抗精神病薬は幻覚を軽減または鎮めることができる。ハロペリドールは、LSDやその他のトリプタミン、アンフェタミン、ケタミン、フェンシクリジンによって引き起こされる急性中毒に対して有効である。

## 考えられる原因
ティモシー・リアリーによると、危機は間違ったセットとセッティングの結果の可能性がある。リアリーは、サイケデリックのユーザーは、ドラッグを服用する前に快適であることを確認するようにアドバイスした。 リアリーは、大衆紙の逸話や捏造によって、つらいトリップの頻度が非常に誇張されていると主張した。